# Saint-Michel-de-Rieufret
Saint-Michel-de-Rieufret é uma comuna francesa na região administrativa da Nova Aquitânia, no departamento da Gironda. Estende-se por uma área de 18,84 km². Em 2010 a comuna tinha 827 habitantes (densidade: 43,9 hab./km²).